# InnoDB
Az InnoDB a MySQL alapértelmezett adatbázis motorja az 5.5-ös változat óta. Sztenderd  ACID-képes adatbázis tranzakciós funkciókat nyújt, idegen kulcs támogatással (deklaratív referencia integritás). Sztenderd módon része a legtöbb MySQL AB által biztosított bináris terjesztésnek, kivéve néhány OEM változatot.
Az InnoDB az Innobase Oy 2005 októberi felvásárlásával az Oracle Corporation termékévé vált. A szoftver duplán licencelt; terjesztik GNU General Public License alatt is, de lehetőség van licencelni kereskedelmi szoftverként is.

## Külső hivatkozások
- Mysqltutorial.org, InnoDB és más tábla típusok a MySQL-ben
- Not-so-well-known differences between MyISAM and Innodb MySQL server storage engines Archiválva 2012. június 8-i dátummal a Wayback Machine-ben
- , InnoDB a MySQL kézikönyvben

## Fordítás
Ez a szócikk részben vagy egészben  az   InnoDB című angol Wikipédia-szócikk ezen változatának fordításán alapul.  Az eredeti cikk szerkesztőit annak laptörténete sorolja fel. Ez a jelzés csupán a megfogalmazás eredetét és a szerzői jogokat jelzi, nem szolgál a cikkben szereplő információk forrásmegjelöléseként.